# Trzebośnica
Die Trzebośnica ist ein kleiner linker Zufluss des San in der Woiwodschaft Karpatenvorland in Polen.

## Geografie
Der Fluss entspringt bei dem Dorf Medynia Głogowska nordwestlich von Łańcut, fließt zunächst nach Norden, wendet sich bei Sokołów Małopolski nach Nordosten, passiert die Kleinstadt Nowa Sarzyna und mündet nach einem Lauf von 35,3 km  Länge bei dem Dorf Sarzyna nördlich von Leżajsk in den San. Das Einzugsgebiet wird mit 262 km² angegeben.